# Кучебаух, Гюнтер
Гюнтер Кучебаух (нем. Günter Kutzschebauch; 27 октября 1930 года, Цуг (ныне: округ Фрайберг, Саксония) — 16 февраля 1996 года) — военно-морской деятель ГДР, председатель Центрального комитета Общества спорта и техники (1982—1990), вице-адмирал (1981 год).

## Биография
Из семьи сапожника. После окончания Второй мировой войны в 1945—1948 годах учился профессии помощника в сельском хозяйстве (Landwirtschaftsgehilfe). В 1946 году вступил в Союз свободной немецкой молодёжи. В 1947 году стал членом СЕПГ. В 1948—1950 годах работал секретарём по рабочей и социальной политике в районном управлении ССНМ в Мариенберге (Sekretär für Arbeits- und Sozialpolitik der FDJ-Kreisleitung Marienberg). 3 августа 1950 года вступил в Морскую Народную полицию. В 1950—1951 годах проходил обучение в Школе Морской полиции в Парове (Seepolizeischule Parow), которая позже была преобразована во флотскую школу для унтер-офицерского состава им. Вальтера Стеффенса (Unteroffiziersschule «Walter Steffens»), в 1952—1953 годах учился в Офицерской школе КНП в Берлин-Трептове (Offiziersschule für politische Arbeit der KVP in Berlin-Treptow). В 1955—1960 годах служил инструктором молодёжного отдела в Политическом управлении КНП (с 1 марта 1956 года — Главном Политическом управлении ННА). В 1959 году ему было присвоено звание корветтен-капитана. В 1961—1963 годах проходил обучение в Военно-Морской Академии им. К. Е. Ворошилова в Ленинграде. После своего возвращения в ГДР в 1963 году получил должность заместителя командира бригады торпедных катеров по политической части в 6-й флотилии Фольксмарине. В 1963—1967 годах был начальником политотдела и заместителем командира 4-й флотилии Фольксмарине. В 1967—1973 годах служил руководителем организационного отдела и заместителем начальника Главного Политического управления ННА. Одновременно в 1967—1968 годах он заочно окончил Военную Академию ННА им. Карла Маркса и получил диплом военного специалиста. В 1973—1974 годах проходил обучение в Партийной школе КПСС в Москве. После своего возвращения в ГДР с 1 ноября 1974 года по 15 октября 1982 года занимал пост начальника политического управления и заместителя командующего Фольксмарине (Stellvertreter des Chefs der Volksmarine und zum Chef der Politischen Verwaltung). 7 октября 1974 года ему было присвоено звание контр-адмирал, а 1 марта 1981 года он стал вице-адмиралом. С 24 ноября 1982 года по 28 января 1990 года занимал должность председателя ЦК Общества Спорта и Техники (Vorsitzender des Zentralvorstandes der GST) — восточногерманского аналога ДОСААФа. В 1986—1990 годах одновременно являлся депутатом Народной палаты ГДР. 30 апреля 1990 года уволен в отставку.

## Воинские звания
- Контр-адмирал — 7 октября 1974 года;
- Вице-адмирал — 1 марта 1981 года.

## Награды
- Орден За заслуги перед Отечеством в серебре;
- Орден Шарнхорста.